# 舘野泉
舘野 泉（たての いずみ、1936年11月10日 - ）は、ピアニスト。東京生まれ・フィンランド在住。

## 来歴
父舘野弘はチェリスト。母舘野光（小野光）はピアニスト。母方は、明治維新まで7代にわたって仙台藩の能楽を司っていた家系である。妻のマリア・ホロパイネンはフィンランド人のソプラノ歌手。息子のヤンネ舘野はヴァイオリニスト。弟の舘野英司はチェリスト。妹の鍋島晶子はヴァイオリニスト。晶子の長女の鍋島真理は音楽学者。末妹の広瀬悠子はピアニスト。
東京市目黒区自由が丘に生まれ育ち、戦災を避けて栃木県小山市間中に一家で疎開、敗戦を迎える。目黒区立緑ヶ丘小学校から慶應義塾普通部、慶應義塾高等学校を経て東京藝術大学音楽学部ピアノ科を首席で卒業した。ピアノはレオニード・コハンスキー、安川加寿子、豊増昇、イェルク・デームスに師事した。
1964年からヘルシンキに居住。シベリウスをはじめ、メリカント、マデトヤ、パルムグレン、カスキ、メラルティン、ラウタヴァーラ、コッコネン、ノルドグレンなど、フィンランドの近現代作曲家の作品に取り組み続けている。日本シベリウス協会会長を務める。
また、若い頃からセヴラックに惹かれ、自身のレパートリーに組み入れている。2002年には日本セヴラック協会を作り、顧問を務めている。
1968年、メシアン・コンクールで第2位。同年より国立シベリウス・アカデミーの教授を務めたが、1981年以来フィンランド政府より芸術家年金を与えられ、以降教職を退いて演奏活動に専念している。
2002年1月9日、フィンランド・タンペレでの演奏が終わってピアノから3歩ほど歩いた所で脳溢血のため転倒し、右半身に麻痺が遺る。リハビリを経ても右手が不自由のままであったが、2003年8月のオウルンサロ音楽祭で、スクリャービンやリパッティによる左手のためのピアノ作品の演奏を行い復帰する。それをきっかけに、本格的にこの分野を開拓していこうと決意し、翌年には日本で左手のピアノ作品によるリサイタルを開き、マスコミにも大きくとりあげられた。以後、演奏会、録音ならびに新作委嘱などを通して、左手ピアノ曲の普及に努めている。
2012年、東燃ゼネラル音楽賞を受賞した。

## 人物
- 舘野泉は日本のクラシック音楽家で初めてファンクラブが設立された人物である[注 1]。

## 著作
- 「貨物列車」のピアニスト（東京音楽社、1986年; 1988年改訂）
- 星にとどく樹（求龍堂、1996年）
- ひまわりの海（求龍堂、2004年）
- 左手のコンチェルト―新たな音楽のはじまり（佼成出版社、2008年）
- 脳科学と芸術（共著、工作舎、2008年）ISBN 978-4-87502-414-9

## 関連書籍
- 左手のピアニスト―ゲザ・ズィチから舘野泉へ（シュミット村木眞寿美 著、河出書房新社、2008年）

## テレビ出演
- ピアノとともに（1983年度前期 NHK教育 講師）
- 題名のない音楽会（2011年2月27日、テレビ朝日）ゲスト
- クローズアップ現代（2012年5月22日、NHK総合）ゲスト
- 鬼が弾く 左手のピアニスト 舘野泉（2022年12月30日、NHK BS1）[1]
- 歌人　美智子さま　こころの旅路（2025年2月5日、NHK）[2]

## その他
- 南相馬市民文化会館 - 名誉館長を務める。
- 平清盛（2012年、NHK大河ドラマ） - テーマ曲（作曲:吉松隆）の独奏ピアノ担当。